# William Sanderson
William Sanderson (Memphis, 10 gennaio 1944) è un attore statunitense.

## Biografia
Nato nel Tennessee, figlio di un'insegnante elementare e di un designer paesaggista, dopo aver trascorso due anni nell'esercito, studia alla Southern Methodist University ed in seguito all'Università di Memphis; in quegli anni si avvicina al teatro.
Dopo aver preso parte a numerose produzioni off-Broadway e a film indipendenti, nel 1982 si fa notare nel film di fantascienza Blade Runner di Ridley Scott nel ruolo di J.F. Sebastian. Negli anni seguenti si è diviso tra cinema e televisione, partecipando a film come Una magnum per McQuade e Il giorno della luna nera. Per otto anni (1982-1990) ha lavorato nella sit-com Bravo Dick, recitando al fianco di Bob Newhart.
Negli anni novanta recita in film come Le avventure di Rocketeer, A volte ritornano e Ancora vivo. Partecipa come guest star a molte serie televisive come Supercar, Babylon 5, E.R. - Medici in prima linea, The Practice - Professione avvocati, Walker Texas Ranger, mentre tra il 2004 e il 2006 recita nella serie della HBO Deadwood.
Sempre per la televisione ha preso parte all'episodio Lui è il nostro "te" della serie televisiva Lost, dove interpretava il torturatore Oldham appartenente al Progetto DHARMA. Dal 2008 ha il ruolo ricorrente dello sceriffo Bud Dearborne nella serie vampiresca della HBO True Blood.

## Filmografia parziale

### Cinema
- Il campo di cipolle (The Onion Field), regia di Harold Becker (1979)
- La ragazza di Nashville (Coal  Miner's Daughter), regia di Michael Apted (1980)
- Caccia selvaggia (Death Hunt), regia di Peter R. Hunt (1981)
- Lontano dal passato (Raggedy Man), regia di Jack Fisk (1981)
- Blade Runner, regia di Ridley Scott (1982)
- La ballata di Gregorio Cortez (The Ballad of Gregorio Cortez), regia di Robert M. Young (1982)
- La ballata della sedia elettrica (The Executioner Song), regia di Lawrence Schiller (1982)
- Una magnum per McQuade (Lone Wolf McQuade), regia di Steve Carver (1983)
- Nightmares - Incubi (Nightmares), regia di Joseph Sargent (1983)
- Per piacere... non salvarmi più la vita (City Heat), regia di Richard Benjamin (1984)
- Fletch - Un colpo da prima pagina (Fletch), regia di Michael Ritchie (1985)
- Il giorno della luna nera (Black Moon Rising), regia di Harley Cokeliss (1986)
- Le avventure di Rocketeer (The Rocketeer), regia di Joe Johnstone (1991)
- Il migliore amico dell'uomo (Man's Best Friend), regia di John Lafia (1993)
- Il cliente (The Client), regia di Joel Schumacher (1994)
- Ancora vivo - Last Man Standing (Last Man Standing), regia di Walter Hill (1996)
- L'ultimo guerriero (Forest Warrior), regia di Aaron Norris (1996)
- Gods and Generals, regia di Ronald F. Maxwell (2003)
- Pretty Ugly People, regia di Tate Taylor (2008)
- Natale con i tuoi (A Merry Friggin' Christmas), regia di Tristram Shapeero (2014)

### Televisione
- Supercar (Knight Rider) – serie TV, episodio 1x09 (1982)
- Bravo Dick (Newhart) – serie TV, 59 episodi (1982-1990)
- American Playhouse – serie TV, episodio 1x25 (1982)
- Fuga disperata (The Defiant Ones), regia di David Lowell Rich – film TV (1986)
- Incatenato all'inferno (The Man Who Broke 1.000 Chains), regia di Daniel Mann – film TV (1987)
- A volte ritornano (Sometimes They Come Back), regia di Tom McLoughlin – film TV (1991)
- Fuoco incrociato (Crossfire Trail), regia di Simon Wincer – film TV (2001)
- Deadwood – serie TV, 36 episodi (2004-2006)
- True Blood – serie TV, 38 episodi (2008-2012)
- Ai confini della realtà (The Twilight Zone) – serie TV, episodio 3x09 (1988)
- X-Files (The X-Files) – serie TV, episodio 2x03 (1994)
- Jarod il camaleonte (The Pretender) – serie TV, un episodio (1996)
- E.R. - Medici in prima linea (ER) – serie TV, episodio 3x07 (1996)
- George Wallace, regia di John Frankenheimer – miniserie TV, 2 puntate (1997)
- Detective Monk (Monk) – serie TV, episodio 2x15 (2004)
- Lost – serie TV, episodio 5x10 (2009)
- Criminal Minds: Suspect Behavior – serie TV, un episodio (2011)
- Mike & Molly – serie TV, 2 episodi (2011)
- Deadwood - Il film (Deadwood: The Movie), regia di Daniel Minahan – film TV (2019)

## Doppiatori italiani
Nelle versioni in italiano delle opere in cui ha recitato, William Sanderson è stato doppiato da:
- Giovanni Petrucci in Incatenato all'inferno, Fuoco incrociato
- Sergio Di Stefano in Deadwood (st. 1-2), Lost
- Angelo Maggi in Deadwood (st. 3), Deadwood - Il film
- Massimo Giuliani in Blade Runner
- Eugenio Marinelli in A volte ritornano
- Roberto Del Giudice in X-Files
- Pasquale Anselmo in Jarod il camaleonte
- Oliviero Dinelli in E.R. - Medici in prima linea
- Giorgio Lopez in Ancora vivo - Last Man Standing
- Carlo Reali in True Blood
- Dario Penne in Criminal Minds: Suspect Behavior
- Guido Rutta in The Griddle House